# ヘパリーゼ
ヘパリーゼ (Hepalyse) は、ゼリア新薬工業が製造・販売する一般用医薬品や清涼飲料水などのシリーズブランド。商標登録されている。

## 解説
一般用医薬品はドリンク剤と錠剤が発売されている。薬効分類は「ビタミン含有保健薬（ビタミン剤等）」であり、効能・効用は「滋養強壮，胃腸障害・栄養障害・病中病後・肉体疲労・発熱性消耗性疾患・妊娠授乳期などの場合の栄養補給、虚弱体質」である。
二日酔いの予防・回復や悪酔いを防ぐなどの目的で服用され、その効用を暗示させる宣伝がされている。
「ヘパリーゼ」という名称は、主要成分である「肝臓水解物」から、「肝臓」を意味するギリシャ語「Hepar」と、英語で「分解する」という意味の「Lise」を組み合わせた造語である。
2011年11月、「ヘパリーゼW」を新たに発売。シリーズ初の清涼飲料水であり、販路も新たなルートとなるコンビニエンスストアでの発売となった。
2015年10月、「ヘパリーゼW」と同じく清涼飲料水である「ヘパリーゼスーパー」を発売。同商品は「ヘパリーゼW」シリーズとは販路が異なり、スーパーマーケット・飲食店・カラオケ店などでの発売となる。
なお、「ヘパリーゼW」「ヘパリーゼWハイパー」「ヘパリーゼスーパー」「ヘパリーゼW粒」には発売当初「飲む人のための」という表記が入っていたが、2016年3月発売の「ヘパリーゼWプレミアム」からこの表記が無くなり、前出の4商品も2016年にデザインの小変更を順次行ったことで、この表記は消滅した。

## 製品ラインナップ
- ミニドリンク剤
  - ヘパリーゼドリンクII【第3類医薬品】 - 2017年3月発売。「新ヘパリーゼドリンク」の処方をベースに、ジオウ乾燥エキスを省く代わりに、クコシ流エキスとオウギ流エキスを配合。さらに、コンドロイチン硫酸エステルナトリウムの含有量を減らし（200mg→150mg）、ビタミンB2リン酸エステル・ビタミンB6・ニコチン酸アミドの含有量を増量した（ビタミンB2リン酸エステル:3mg→5mg、ビタミンB6:5mg→10mg、ニコチン酸アミド:12mg→20mg）。
  - ヘパリーゼHiプラス【第2類医薬品】 - 2017年3月発売。「ヘパリーゼHi」の処方をベースに、オウギ流エキス、サンシュユ流エキス、ビャクジュツエキスを省く代わりに、トシシエキス、セイヨウサンザシエキス、イカリ草流エキス、ローヤルゼリーを配合した処方。また、リスク区分が【第2類医薬品】となる。
  - ヘパリーゼキング【第2類医薬品】 - 2008年10月発売。「ヘパリーゼキングプラス」・「ヘパリーゼキングEX」の発売に伴い、2016年10月にこれら2製品と統一したパッケージデザインにリニューアルしている。
  - ヘパリーゼキングプラス【第2類医薬品】 - 2016年10月発売
  - ヘパリーゼキングEX【第2類医薬品】 - 2016年10月発売
  - ヘパリーゼアミノ【指定医薬部外品】 - 「ヘパリーゼ」ブランドのミニドリンク剤では初の指定医薬部外品規格で、2014年7月から沖縄県で先行発売されていたが、2015年4月に全国発売された。コンビニエンスストア向け製品。2021年にパッケージデザインが変更され、指定医薬部外品栄養ドリンク剤（ビタミン含有保健剤）の承認基準改正に伴う新効能表示へ変更された。
- 錠剤タイプ
  - ヘパリーゼプラスII【第3類医薬品】 - 2015年10月に「新ヘパリーゼプラス（1996年発売）」をリニューアル。これまで配合していたジクロロ酢酸ジイソプロピルアミン（ビタミンB15）に替わり、イノシトールを配合。また、用法・用量を「新ヘパリーゼプラス」の1回2錠・1日3回服用から1回3錠・1日2回服用に変更した。
  - ヘパリーゼエース【第3類医薬品】 - 「ヘパリーゼプラスII」をベースに、イノシトールとビタミンE酢酸エステルを省く代わりに、3種類の生薬（サイコエキス、ゴミシエキス、インチンコウ末）を配合した処方。ツルハホールディングス（ツルハドラッグ・くすりの福太郎・ドラッグストア ウェルネス・ウォンツ・くすりのレデイ・杏林堂スーパードラッグストア・B&Dドラッグストア・ドラッグイレブン）向け製品で、同社のプライベートブランドである「くらしリズムMEDICAL」ロゴも表記されている。
  - ヘパリーゼGX【第3類医薬品】 - 「ヘパリーゼプラスII」をベースに、イノシトールとビタミンE酢酸エステルを省く代わりに、ウルソデオキシコール酸、オウギ乾燥エキス、ニコチン酸アミドを配合した処方。マツキヨココカラ&カンパニー（マツモトキヨシ・ココカラファインなど）向け製品。
  - ヘパリーゼHP【第3類医薬品】 - 「ヘパリーゼプラスII」をベースに、イノシトールを省く代わりに、オキソアミヂン末とニコチン酸アミドを配合した処方。一部販売店向け製品。
- 清涼飲料水/炭酸飲料
  - ヘパリーゼW - 2011年11月発売
  - ヘパリーゼWハイパー - 2013年11月発売
  - ヘパリーゼWプレミアム - 2016年3月発売
  - ヘパリーゼWスパークリング - 2015年6月発売。炭酸飲料
  - ヘパリーゼスーパー - 2015年10月発売
- 栄養補助食品
  - ヘパリーゼW 粒タイプ - 2013年3月発売。粒タイプ。

## CM出演者
- 井出茂太（ヘパリーゼシリーズ全般）
- 川平慈英（ヘパリーゼシリーズ全般）
- 川口優菜
- 伊藤れいこ（ヘパリーゼW、川平と共演）
- 小池里奈（ヘパリーゼW スパークリング、川平と共演）[4]
- 辻本耕志（ヘパリーゼW、川平と共演）
- 中村星来（ヘパリーゼW、川平と共演）
- 松田るか（ヘパリーゼW、川平と共演）